# 3pmsf

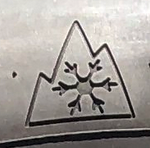

Zkratka 3PMSF znamená Three Peak Mountain Snow Flake. Jde o označení zimních pneumatik, které splňují kritéria daná evropskou normou ECE 117.02. Tato kritéria se týkají materiálu, ze kterého je pneumatika vyrobena. Dále dezénu pneumatiky a také jejich vlastností v zimních podmínkách. Při nízkých teplotách, na sněhu, ledu, na souvislé vrstvě vody, apod.
Norma vznikla proto, aby měl zákazník snazší výběr v rámci pneumatik a měl jistotu o minimálních vlastnostech, které může od zimní pneumatiky očekávat. Je tedy zárukou jistých vlastností, na které se může řidič spolehnout. Zatímco ve většině zemí (vč. ČR) stačí v zimním období obouvat pro splnění vyhlášky pneumatiky s označením M+S, např. v Německu je nutné mít obuté právě pneumatiky s označením 3PMSF. Na pneumatiky s označením 3PMSF jsou kladeny přísnější nároky, než na pneumatiky s označním M+S.